# Kustbevakningens fartyg
Kustbevakningens fartyg avser den svenska Kustbevakningens fartyg. Dessa består av 31 större enheter, varav 10 kombinationsfartyg, 16 övervakningsfartyg och 5 miljöskyddsfartyg. Utöver dessa finns även fem svävare, en pråm samt drygt 100 mindre båtar och vattenskotrar.

## Kombinationsfartyg

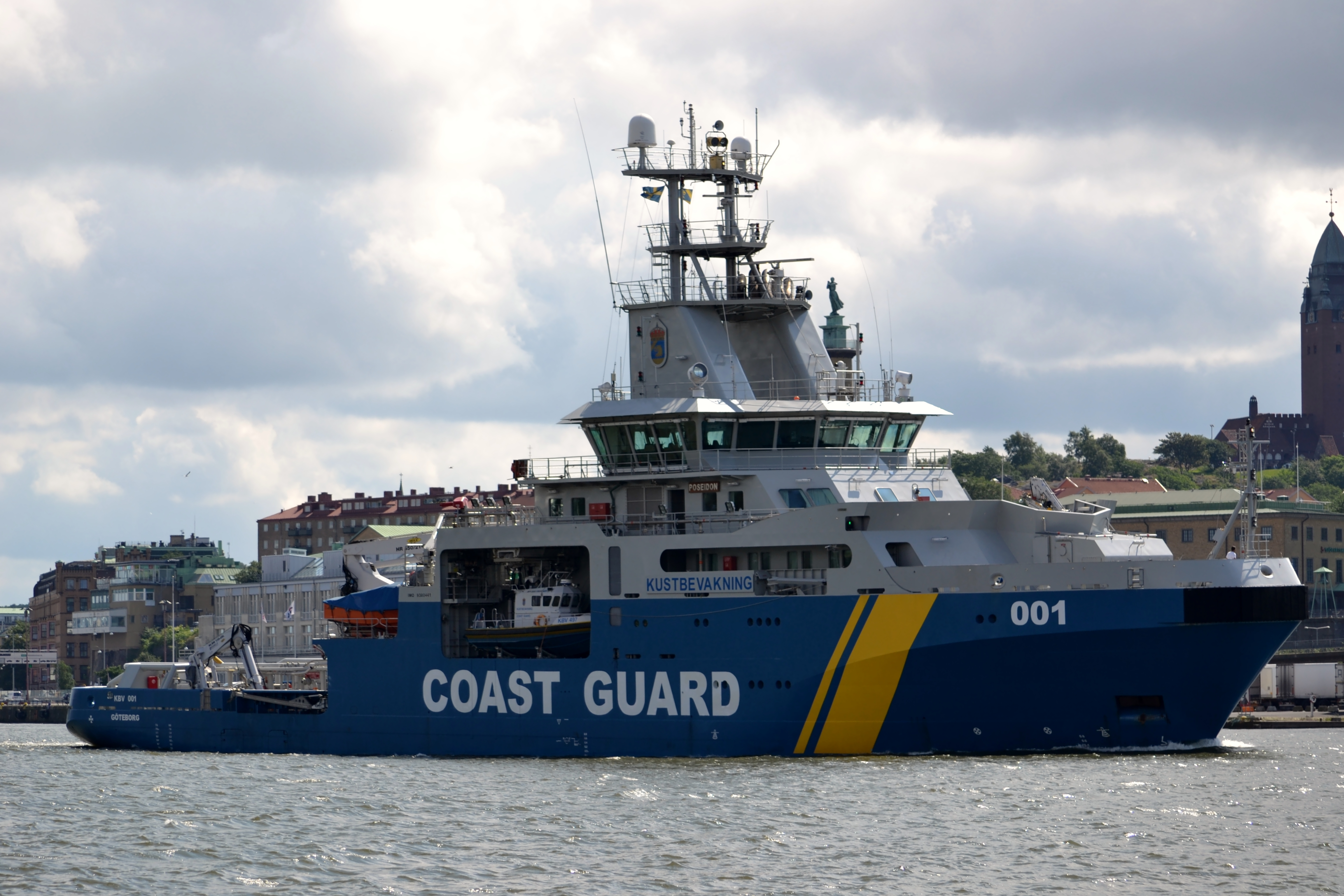
KBV 001 Poseidon är ett av kustbevakningens största fartyg

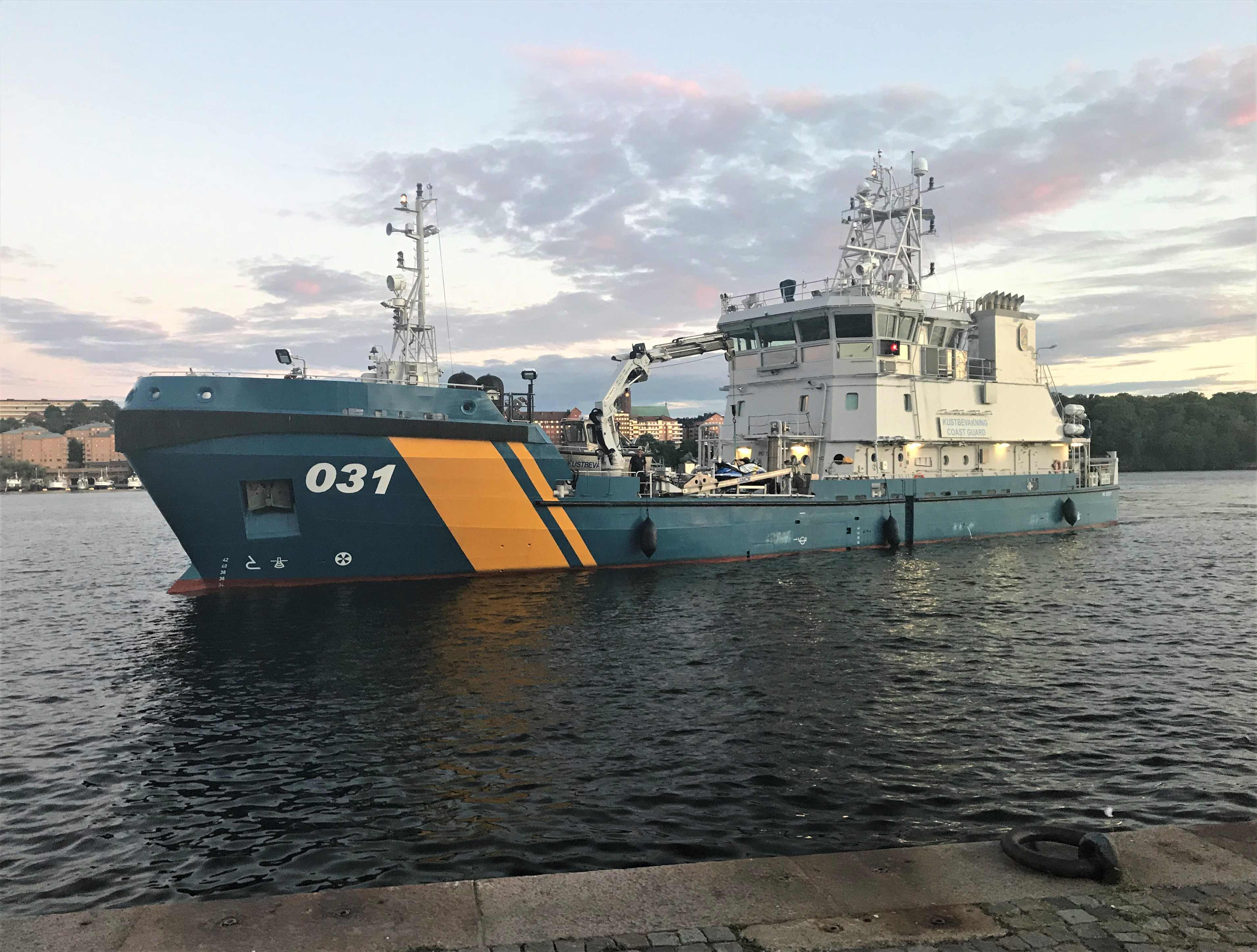
KBV 031 lägger till vid Norr Mälarstrand i Stockholm, 2020.

Kombinationsfartygen kombinerar egenskaperna hos miljöskydds- och övervakningsfartygen, och kan utföra båda dessa typer av uppgifter. Kombinationsfartygen har även möjlighet till nödbogsering och att släcka bränder. I kustbevakningen finns 4 olika klasser kombinationsfartyg, 001-serien, 031-serien, KBV-181 och 201-serien
| Namn              | Byggnadsår | Varv                 | Längd  | Bredd  | Deplacement | Stationeringsort |
| ----------------- | ---------- | -------------------- | ------ | ------ | ----------- | ---------------- |
| KBV 001 Poseidon  | 2009       | Damen Galati         | 81,2 m | 16 m   | 3 800 ton   | Göteborg         |
| KBV 002 Triton    | 2009       | Damen Galati         | 81,2 m | 16 m   | 3 800 ton   | Slite            |
| KBV 003 Amfitrite | 2010       | Damen Galati         | 81,2 m | 16 m   | 3 800 ton   | Karlskrona       |
| KBV 031           | 2011       | Peenevarvet, Wolgast | 52 m   | 10 m   | 948 ton     | Djurö            |
| KBV 032           | 2012       | Peenevarvet, Wolgast | 52 m   | 10 m   | 948 ton     | Lysekil          |
| KBV 033           | 2013       | Peenevarvet Wolgast  | 52 m   | 10 m   | 948 ton     | Oskarshamn       |
| KBV 034           | 2013       | Peenevarvet, Wolgast | 52 m   | 10 m   | 948 ton     | Helsingborg      |
| KBV 181           | 1990       | Rauma Yards          | 53 m   | 10,2 m | 904 ton     | Umeå             |
| KBV 202           | 2001       | Karlskronavarvet     | 52 m   | 8,6 m  | 468 ton     | Simrishamn       |
| KBV 201           | 2001       | Karlskronavarvet     | 52 m   | 8,6 m  | 468 ton     | Härnösand        |

## Övervakningsfartyg

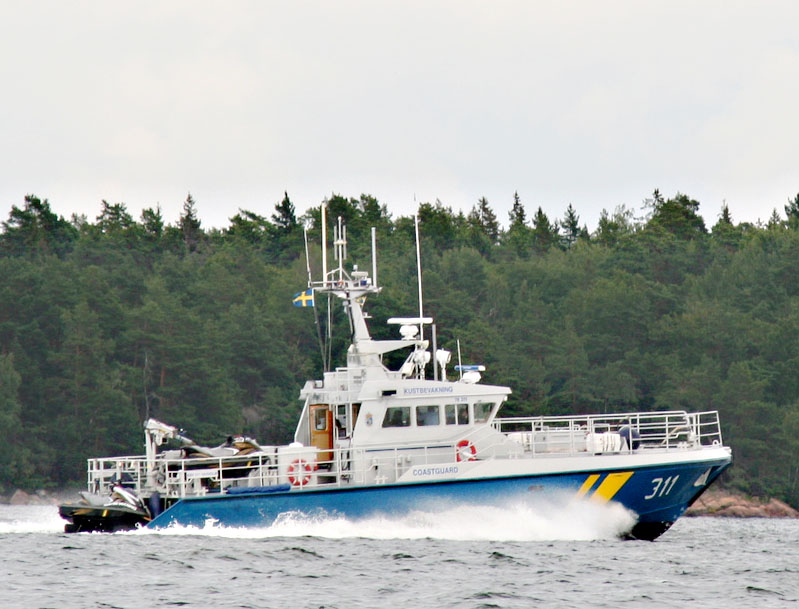
Övervakningsfartyget KBV 311, stationerat i Vaxholm

Kustbevakningens övervakningsfartyg används i huvudsak till övervakning. Fartygens längd är mellan 20 och 26,5 meter långa. Vissa fartyg har dessutom kapacitet för brandbekämpning och miljöskydd. 11 av övervakningsfartygen ingår i 301-serien som levererades under 1990-talet från Karlskronavarvet. Övriga 5 fartyg i 312-serien levererades 2012-2013 från Estniska Baltic Work Boats.
| Namn    | Byggnadsår | Varv              | Längd  | Bredd | Deplacement | Stationeringsort |
| ------- | ---------- | ----------------- | ------ | ----- | ----------- | ---------------- |
| KBV 301 | 1993       | Karlskronavarvet  | 20 m   | 4,7 m | 35 ton      | Helsingborg      |
| KBV 302 | 1995       | Karlskronavarvet  | 20 m   | 4,7 m | 35 ton      | Djurö            |
| KBV 303 | 1995       | Karlskronavarvet  | 20 m   | 4,7 m | 35 ton      | Skärhamn         |
| KBV 304 | 1995       | Karlskronavarvet  | 20 m   | 4,7 m | 35 ton      | Västervik        |
| KBV 305 | 1996       | Karlskronavarvet  | 20 m   | 4,7 m | 35 ton      | Gryt             |
| KBV 306 | 1996       | Karlskronavarvet  | 20 m   | 4,7 m | 35 ton      | Luleå            |
| KBV 307 | 1996       | Karlskronavarvet  | 20 m   | 4,7 m | 35 ton      | Strömstad        |
| KBV 308 | 1996       | Karlskronavarvet  | 20 m   | 4,7 m | 35 ton      | Örnsköldsvik     |
| KBV 309 | 1997       | Karlskronavarvet  | 20 m   | 4,7 m | 35 ton      | Hudiksvall       |
| KBV 310 | 1997       | Karlskronavarvet  | 20 m   | 4,7 m | 35 ton      | Furusund         |
| KBV 311 | 1997       | Karlskronavarvet  | 20 m   | 4,7 m | 35 ton      | Vaxholm          |
| KBV 312 | 2012       | Baltic Work Boats | 26,2 m | 6,2 m | 54 ton      | Falkenberg       |
| KBV 313 | 2012       | Baltic Work Boats | 26,2 m | 6,2 m | 54 ton      | Oxelösund        |
| KBV 314 | 2012       | Baltic Work Boats | 26,2 m | 6,2 m | 54 ton      | Malmö            |
| KBV 315 | 2013       | Baltic Work Boats | 26,2 m | 6,2 m | 54 ton      | Vaxholm          |
| KBV 316 | 2013       | Baltic Work Boats | 26,2 m | 6,2 m | 54 ton      | Göteborg         |

## Miljöskyddsfartyg

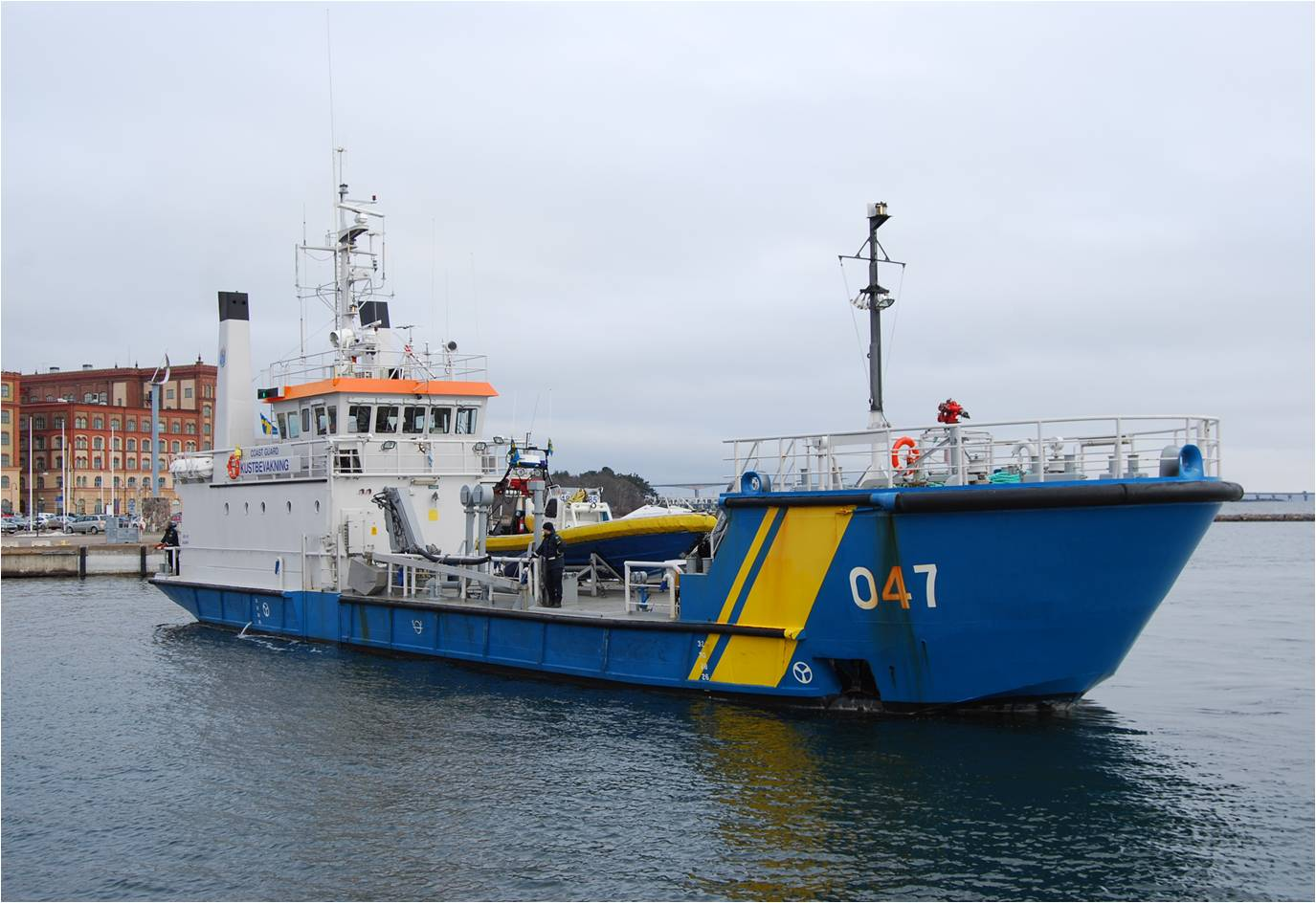
Miljöskyddsfartyget KBV 047, stationerat i Kalmar

Kustbevakningens miljöskyddsfartyg används främst för oljebekämpning. Detta gör de genom att de kan ta upp olja som ligger på vattenytan. Miljöskyddsfartygen är större än övervakningsfartygen, mellan 36 och 46 meter långa. Som sekundär uppgift har de även sjöövervakning.
| Namn    | Byggnadsår | Varv       | Längd   | Bredd | Deplacement | Stationeringsort |
| ------- | ---------- | ---------- | ------- | ----- | ----------- | ---------------- |
| KBV 010 | 1985       | Lunde varv | 46,1 m  | 8,6 m | 430 ton     | Djurö            |
| KBV 047 | 1982       | Lunde varv | 36,4 m  | 7,3 m | 340 ton     | Kalmar           |
| KBV 048 | 1982       | Lunde varv | 36,4 m  | 7,3 m | 340 ton     | Malmö            |
| KBV 050 | 1983       | Lunde varv | 40,67 m | 8,5 m | 375 ton     | Södertälje       |
| KBV 051 | 1983       | Lunde varv | 40,67 m | 8,5 m | 375 ton     | Göteborg         |

## Mindre fartyg

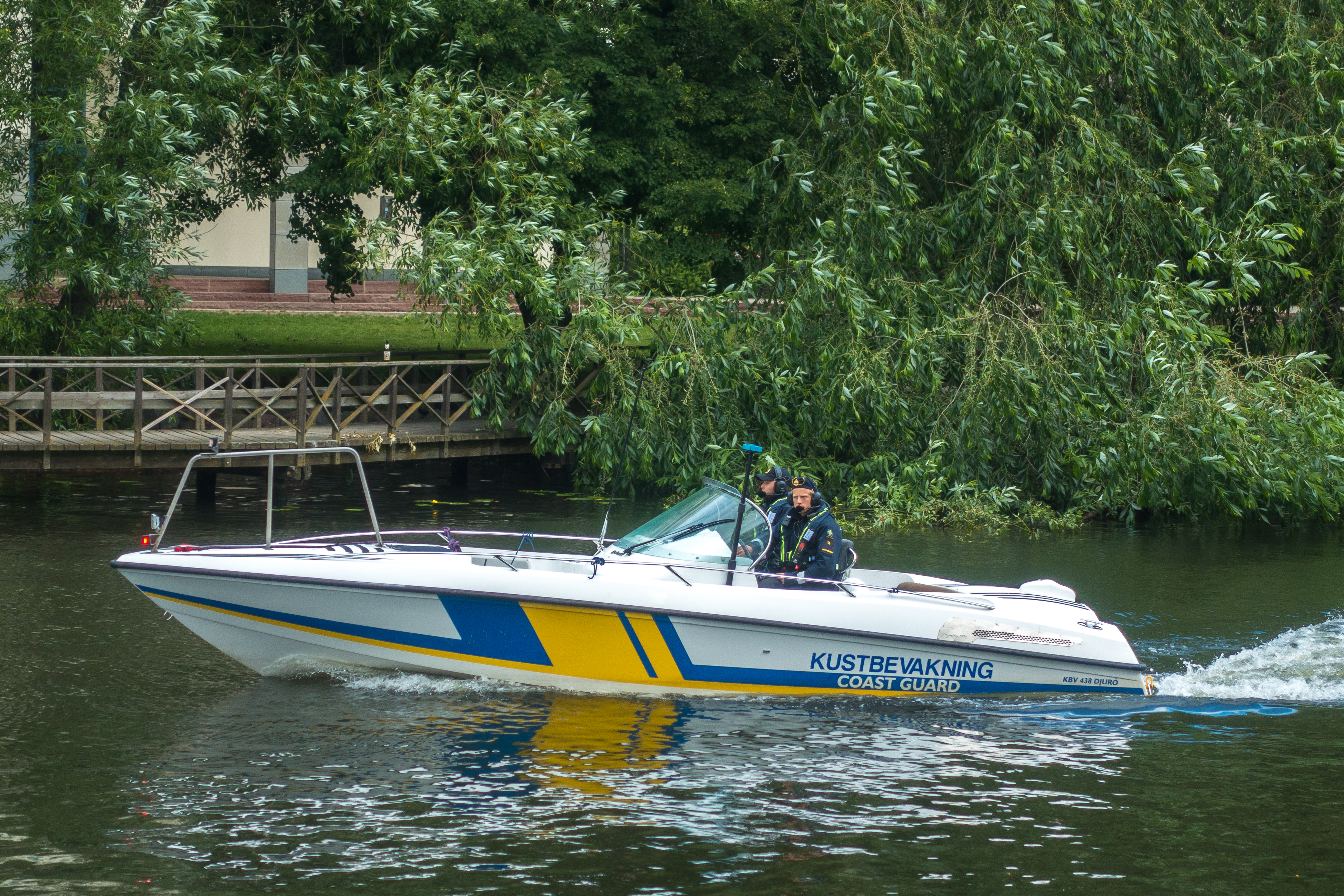
KBV 438 Djurö, en av Kustbevakningens högfartsbåtar av typ Hydrolift S-24

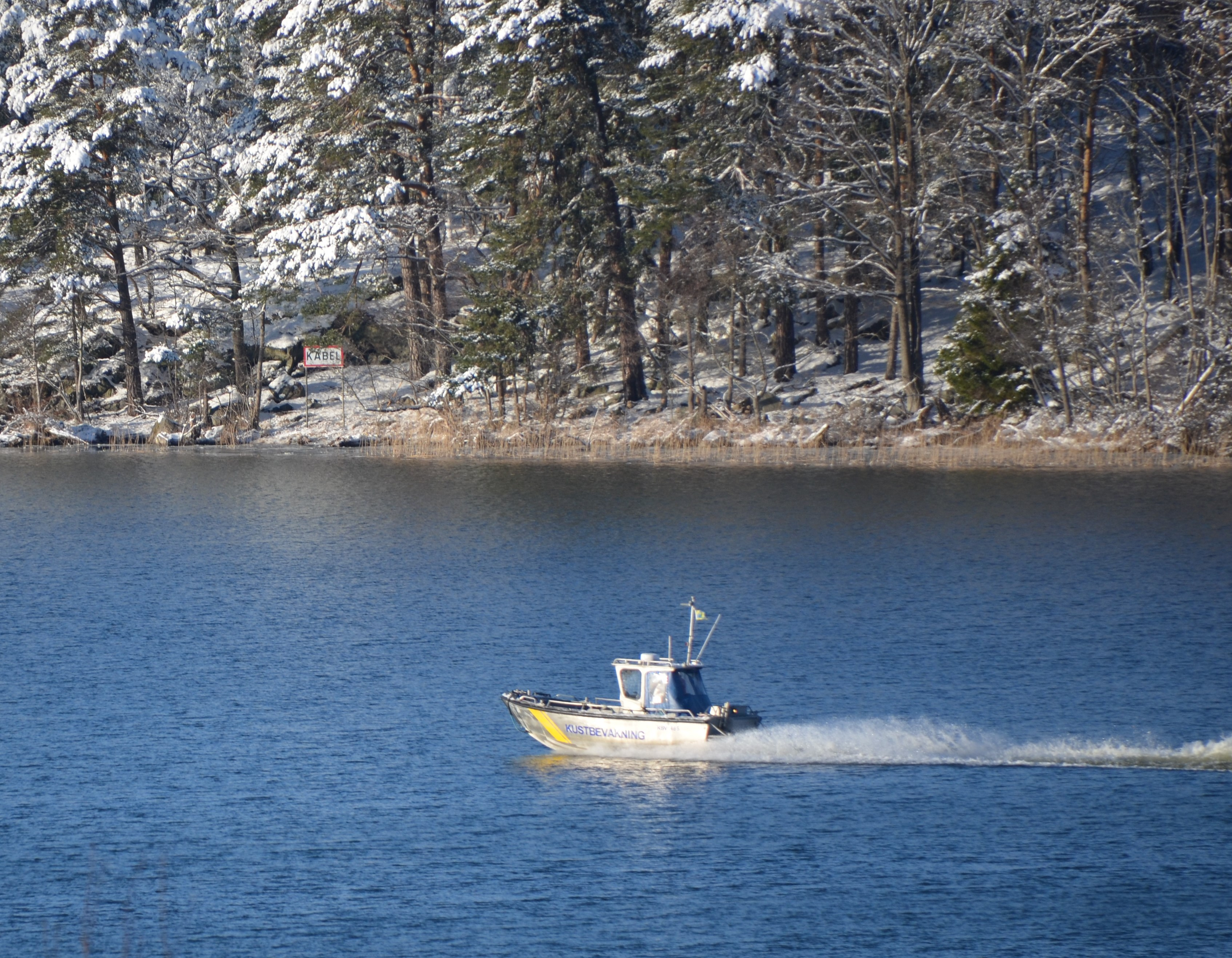
Arbetsbåt KBV 465

Av kustbevakningens drygt 100 båtar medförs en del av de större fartygen som ett komplement. Båtarna är indelade i fyra grupper: högfartsbåtar av typ Cobra, ribbåtar, arbetsbåtar och strandbekämpare.
Även vattenskotrar används för övervakning.

## Svävare
Kustbevakningen har sedan 2015 fyra svävare, KV 590, KV 592, KV 594 och KV 595. De två större är baserade i Luleå (590) och Umeå (592) och de två mindre är baserade i Vaxholm (594) och Gryt (595).

## Pråmar
Kustbevakningen har en större pråm som används för lagring av upptagen olja. Pråmen heter KBV 866 och är stationerad i Härnösand